# Astyanax ajuricaba
Astyanax ajuricaba är en fiskart som beskrevs av Marinho och Lima 2009. Astyanax ajuricaba ingår i släktet Astyanax och familjen Characidae. Inga underarter finns listade.